# 精神资本

## 定义
精神资本(也译为灵命资本或心灵资本，Spiritual Capital)虽属当代社会科学的新概念，但在100年前马克斯·韦伯的著作中己有所论述。目前，耶鲁大学、哈佛大学、牛津大学、马里兰大学、密西根大学等至少20所大学都在从事有关的研究。
关于精神资本的精确科学定义，目前尚有争议。但有关的学者大体可分为两派，一派注重宗教资本，另一派测重广义的高尚精神追求所产生的资本。具体而言，常用的定义包括：1) 对特定宗教文化的关联程度 (FINKE)，2) 参与某宗教传统而产生的影响和力量 (BERGER & HEFRER)，3) 给财富和权力带来生命力的东西 (RIMA)，4) 对他人正义的信仰程度 (ELDRED)，5) 与上帝联结而产生的影响和力量 (Alex LIU)，6) 以互动规则形式而存在的无形资产 (LILLAND)，7) 精神实践、信仰、组织所产生的影响和力量 (精神资本研究会)。
较为广泛接受的定义为“精神信念、知识和实践所产生的优势和力量” (Dr. Alex LIU 刘永川博士 2007)。
精神资本是超越宗教的概念，虽然各宗教信徒都有自己的不同的依据，但都常常使用精神资本这一概念来表述自己属天的财富。比如，基督教徒们常用以下的圣经经节来作为精神资本存在和定义的基础：(1) (圣经 诗歌 十六 5~6) 耶和华是我的产业，是我杯中的分；我所得的，你为我持守。用绳量给我的地界，坐落在佳美之处；我的产业实在美好。(2) (圣经 马太福音 六 19~20) 不要为自己积蓄财宝在地上，地上有虫蛀、锈蚀，也有贼挖洞偷窃；只要为自己积蓄财宝在天上，天上没有虫蛀、锈蚀，也没有贼挖洞偷窃。伊斯南教和佛教也有类似的经文基础。

## 测评和应用
在日常应用和测评咨询方面，有宗教信仰的人都同意精神资本就是人与神的联系程度，没有宗教信仰的人往往认为精神资本是人对于高尚生活目标、或特定理想的追求程度，以及对道德的持守。
许多学者从事了有关精神资本的经验研究，他们的研究证明在常用的4资本(物质资本、智慧资本、社会资本、精神资本)中，精神资本被认为最重要，精神资本对于个人生活满意度指数、团体和组织绩效、国家的发展有最极大的影响 (Zohar & Marshall 2004, Ken Eldred 2005, Larry Miller 2006, Ernie Chu 2007, Alex Liu 2007)。
目前比较广为应用的有 Paloutzian 博士和 Ellison 博士的精神财富量度 Spiritual Well-Being Scale 与 Zohar & Marshall 的个人精神资本 SQ 的测评，以及 Alex LIU 刘永川博士的国家和组织层次上的综合指数测评 SCI。

## 外部連結
- 知名精神资本研究计划 （页面存档备份，存于）
- 精神资本主导的四资本理论 （页面存档备份，存于）
- 国家精神资本指数
- 资本精神与企业社会责任 （页面存档备份，存于）
- 论现代经济增长与“精神资本”[永久]
- 精神资本的知识社会学解读 （页面存档备份，存于）
- 近年来国内灵性资本研究概述 （页面存档备份，存于）
- 现代企业更需要社会资本与精神资本 （页面存档备份，存于）
- 我们最稀缺的是精神资本[永久]
- 中国企业的“精神资本”[永久]
- 人力资本、社会资本和精神资本
- 人格特質、人力資本、社會資本、創業精神關係之研究 （页面存档备份，存于）
- 资本与精神关系的澄清 （页面存档备份，存于）
- 第8届宗教社会科学年会灵性资本与社会公益” （页面存档备份，存于）
- 第10届宗教社会科学年会"宗教、灵性资本与公民社会"
- 中外精神资本研究的质性比较与价值考量